# Sisu KB-45
Der Sisu KB-45 ist ein 1965 eingeführter Lastkraftwagen des finnischen Fahrzeugherstellers Suomen Autoteollisuus (SAT). Der zweiachsige, allradgetriebene Lkw mit einer Nutzlast von 4000 kg wurde im Auftrag der finnischen Streitkräfte entwickelt. Nachfolger ist der fast identische Sisu A-45/AH-45.

## Planung
Der KB-45 wurde für die Aufgaben der leichten Infanterie der finnischen Streitkräfte entwickelt. Der Projektkoordinator war der leitende Ingenieur Uoti Hartikainen. Der erste Prototyp wurde in der SAT Testabteilung in der Flemingstraße, Helsinki gebaut. Er war fertig im März 1964. Der Prototyp war der letzte Lkw mit SATs eigenem AMI-Benzinmotor. Die Achsen kamen von Kirkstall. In einer frühen Phase der Entwicklung wurde er als Proto, was von prototyyppi (Prototyp) abgeleitet war bezeichnet.
Nach dem ersten Prototyp änderten die finnischen Streitkräfte plötzlich die Spezifikationen; der Radstand sollte um 30 cm verkürzt werden. Der Grund für diese Veränderung waren Messergebnisse der Streitkräfte, wonach der durchschnittliche gegenseitige Abstand von Bäumen in den finnischen Wäldern geringer war als angenommen. Durch die Verkürzung des Radstandes gab es große Schwierigkeiten in der Getriebeanordnung, worauf das Haupt- und Untersetzungsgetriebe versetzt werden mussten. Der verkürzte Abstand der Zwischenwelle musste nun durch eine technisch anspruchsvolle Zahnbuchsen-Lösung ersetzt werden. Eine andere Forderung der Streitkräfte war der Ersatz des Benzinmotors durch einen Dieselmotor, was sich auch nicht als unproblematisch herausstellte. Aufgrund der zu kleinen Kapazität musste auch das Ladeflächenbefestigungssystem verändert werden. Mit den endgültigen Lösungen zeigten sich aber die Streitkräfte zufrieden.

## Produktion und Verwendung
Die ersten 18 Fahrzeuge wurden im August 1965 an die finnischen Streitkräfte übergeben und hauptsächlich zum Ziehen von Haubitzen und Luftabwehrkanonen eingesetzt. Insgesamt haben sie 83 KB-45-Lkw bekommen, wovon zwei als Feuerwehrwagen ausgestattet waren. Der Nachfolger A-45/AH-45 war ganz ähnlich aufgebaut. Größter Unterschied war, dass die Kirkstall Achsen durch SAT eigene Achsen ersetzt wurden. Gleichzeitig wurde die Produktion von Karis nach Hämeenlinna verlegt, in die alte Fabrik von Vanajan Autotehdas.
Die KB-45-Lkw wurden durch die neuen Sisu A2045 bei den finnischen Streitkräften ersetzt.

## Technische Daten
Der KB-45 ist mit einem Leyland Reihendieselmotor ausgestattet der ein nutzbares Drehzahlband von 1000 bis 2400 min−1 und 135 PS hat.
Über ein vollsynchronisiertes Fünfganggetriebe werden die beiden Achsen angetrieben. Zusätzlich verfügt das Fahrzeug noch über ein Zweigeschwindigkeiten-Untersetzungsgetriebe und beide Achsen sind mit sperrbaren Differentialen ausgestattet, die über Längsblattfedern und doppeltwirkende Stoßdämpfer verfügen.
Der flexible Rahmen erlaubt Torsionsverdrehungen, so dass alle Räder Kontakt zum Boden haben im schwierigen Gelände. Die Kabine besteht aus GFK und Stahl und ist an drei Punkten mit dem Rahmen verbunden. Die Ladefläche hat eine Länge von 4,28 Metern und Raum für 25 Personen. Sie ist an vier Punkten mit dem Rahmen verbunden.
Die Zugkraft der Winde beträgt 6 Tonnen, sie ist mit einem Drehmomentbegrenzer ausgestattet.
Einige Fahrzeuge wurden mit dem hydraulischen Anhängerkraftübertragungssystem Sisu Nemo ausgestattet um die Geländetauglichkeit bei Anhängerfahrt zu verbessern. Das System wurde unter dem Namen Two-In-One („Zwei-In-Einem“) vermarktet.

## Eigenschaften
Die größte Nutzlast im Gelände beträgt 2.300 kg und 4.000 kg auf der Straße. Der vordere Überhang ist 1.300 mm lang und der hintere 1.000 mm. Der Wenderadius ist 7,6 m groß und die Höchstgeschwindigkeit liegt bei 90 km/h.
Die guten Geländeeigenschaften sind auf den mittig platzierten Motor zurückzuführen, was eine gleichmäßige Radlastverteilung ermöglicht, auch im unwegsamen Gelände. Eines der Räder kann bis zu einen Meter aufgebockt werden, während die übrigen drei noch den Boden berühren. Während der Tests wurde eine Steigfähigkeit von 60 % erreicht und ein Seitengang von 45 %.